# Codex Basiliensis A. N. IV. 1
Codex Basilensis A. N. IV. 1, Minúscula 2 (en la numeración Gregory-Aland), ε 1214 (Soden), es un manuscrito griego en minúsculas del Nuevo Testamento, datado paleográficamente en el siglo XI-XII. Fue utilizado por Erasmo en su edición del texto griego del Nuevo Testamento y se convirtió en la base del Textus Receptus en los Evangelios. El manuscrito está completo.

## Descripción
El códice contiene el texto completo de los cuatro Evangelios sobre 248 hojas de pergamino con un tamaño de 19.5 cm por 15.2 cm (el texto ocupa solo 13.6 cm por 9.9 cm). El texto está escrito en una columna por página, 20 líneas por página, en letras minúsculas y contiene ornamentación en color, con las letras iniciales en rojo.
El texto está dividido de acuerdo a los κεφαλαια (capítulos), cuyos números se colocan al margen del texto (excepto en Juan), y los τιτλοι (títulos) en la parte superior de las páginas. El texto de los Evangelios está dividido de acuerdo con las más pequeñas Secciones Amonianas (en Mateo, 359; en Marcos, 240; en Lucas, 342; en Juan, 231), pero las referencias a los Cánones de Eusebio están ausentes.
Las tablas de los κεφαλαια (tablas de contenidos) se ubican antes de cada Evangelio y las suscripciones, al final. Algunas hojas del códice se perdieron, pero el texto de los Evangelios ha sobrevivido en condición completa.

## Texto
El texto griego del códice es representativo del tipo textual bizantino. Hermann von Soden lo clasificó en la familia textual Kx. Kurt Aland lo colocó en la Categoría V. Según el Perfil del Método de Claremont tiene un texto bizantino mixto en Lucas 1. En Lucas 10 y Lucas 20 representa a Kx.
En Lucas 6:28 tiene una laguna en la frase προσευχεσθε υπερ των επηρεαζοντων υμας. Fue añadida por uno de los correctores en el margen inferior.
En Juan 8:6 utiliza la variante μη προσποιουμενος, borrada por el corrector. Esta variante aparece en los manuscritos 07, 011, 017, 028, 041, y la mayoría de los manuscritos bizantinos. No está incluida en 021, 028, 030, 036, 045, 047, 7, 8, 9, 196, 461c2, 1203, 1216, 1243, 1514, ℓ 663. Erasmo no transcribió esta frase en su Novum Testamentum.

## Historia
La historia temprana del manuscrito y su procedencia es desconocida. El códice fue comprado por los monjes en Basilea, por dos florines renanios. Desde 1559 se encuentra en la Universidad de Basilea. Su historia posterior es la misma que la del Codex Basilensis y el Codex Basilensis A. N. IV. 2.
Erasmo de Róterdam recibió este códice de los frailes dominicos en Basilea y lo utilizó principalmente como base para la porción de los Evangelios de la primera edición de su Novum Testamentum (1516), con correcciones de prensa de su mano y bárbaramente marcado con tiza roja para adaptarse al formato de su página. Robert Estienne no consultó directamente a este manuscrito en su Editio Regia (1550), pero como su edición estaba basada en el texto Erasmiano, las lecturas de 2 se convirtieron en una base para el Textus Receptus.
Martin Crusius utilizó este manuscrito en 1577. El manuscrito fue examinado por Bengel (códice β), Wettstein, Burgon, Hoskier, Gregory. Según Bruce M. Metzger, es uno de los manuscritos inferiores usados por Erasmo. Wettstein le asignó el número 2 en su lista. Esta numeración todavía está en uso.
El códice se encuentra ahora en la Biblioteca de la Universidad de Basilea (A.N. IV.1).

## Lectura adicional
- C. C. Tarelli, Erasmus’s Manuscripts of the Gospels, JTS XLIV (1943), 155-162.
- K. W. Clark, Observations on the Erasmian Notes in Codex 2, in Studia Evangelica, ed. F.L. Cross, K. Aland, et al., T & U 73 (Berlín, 1959), pp. 749–756.